# Rómulo Cincinato

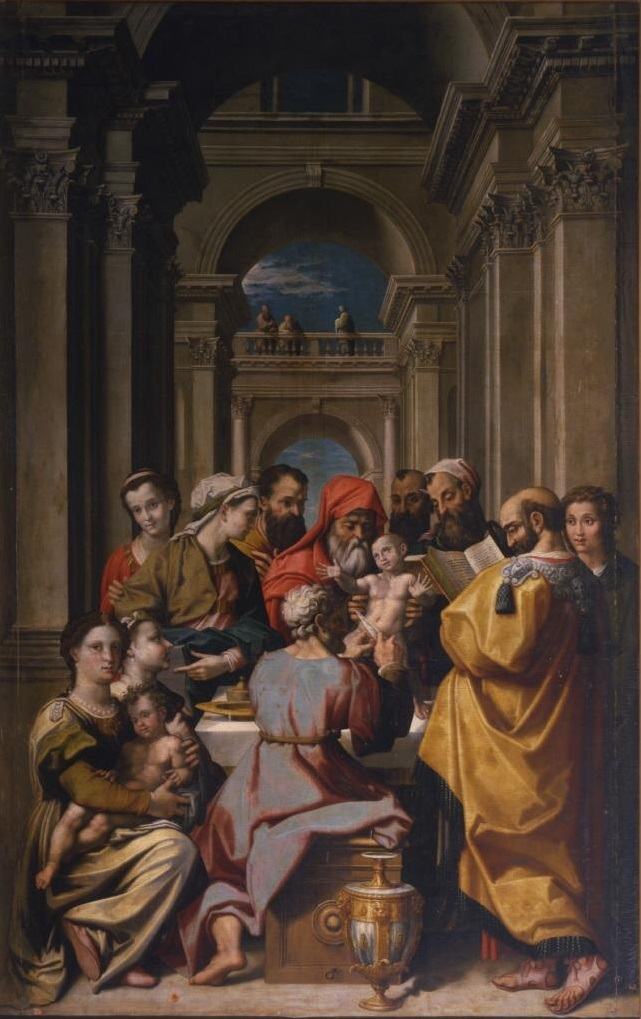
La circuncisión, 1573, óleo sobre lienzo, 270 × 238 cm, Real Academia de Bellas Artes de San Fernando.

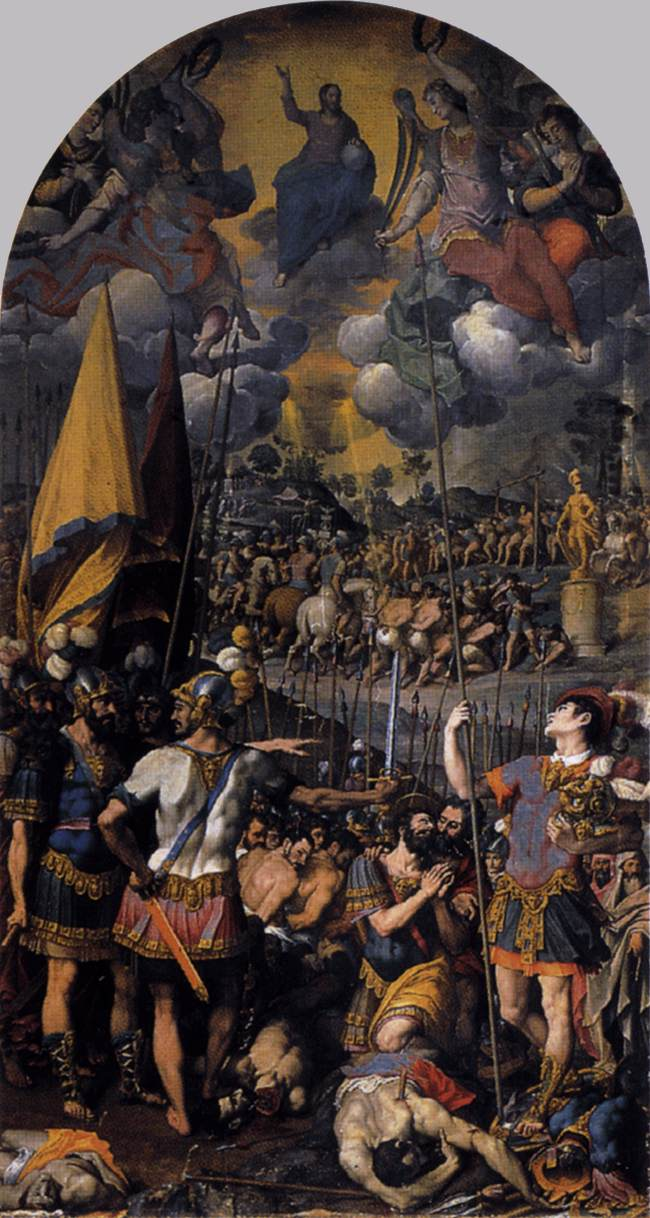
El martirio de San Mauricio, 1583, óleo sobre lienzo, 540 × 288 cm, Monasterio de San Lorenzo de El Escorial, pintado por encargo de Felipe II para ocupar el lugar del cuadro del mismo asunto pintado por el Greco.

Romolo Cincinnato, en España llamado Rómulo Cincinato (Florencia, República de Florencia c. 1540-Madrid (?), 1597), fue un pintor manierista italiano activo en España.

## Biografía y obra
Discípulo de Francesco Salviati y condiscípulo según Ceán Bermúdez de Pedro de Rubiales, se trasladó a España en 1557, junto a Patricio Cajés, por mediación de Luis de Requesens, embajador español ante la Santa Sede, para trabajar al servicio de Felipe II. 
En agosto de 1572 obtuvo una cédula firmada en El Pardo por la que se le autorizaba a trasladarse a Cuenca por espacio de seis meses, sin pérdida de su salario mensual de veinte ducados. El motivo de este traslado parece ser el encargo de las pinturas del retablo mayor de la iglesia de los jesuitas, para el que pintó tres lienzos conservados en el museo de la Real Academia de Bellas Artes de San Fernando: La circuncisión, San Pedro y San Pablo, concluidos en 1573, fecha de la carta de finiquito en la que a Cincinato se daba título de «pintor de su majestad». Según cuenta Antonio Palomino, el propio Cincinato apreciaba la monumental pintura de la Circuncisión del colegio de los jesuitas por encima de todas sus restantes obras, pues habiéndole alguien elogiado lo que había pintado en El Escorial, respondió 

«Que valía más un Zancajo, que había pintado en los Jesuitas de Cuenca, que todo cuanto había hecho en El Escorial».

 El fondo arquitectónico clasicista evoca aquí inequívocamente el de la Escuela de Atenas de Rafael, con su rotonda intercalada entre bóvedas de cañón, como se encuentra también, con algunas variantes, en la Última Cena del claustro del monasterio de El Escorial.
De 1578 a 1580 trabajó para los Mendoza en los frescos de la salas nuevas de la planta baja del Palacio del Infantado en Guadalajara: el gran salón de las Batallas o de don Zuria, con el relato de las hazañas legendarias de los Mendoza, su antecámara o Sala del Tiempo con las pequeñas salas octogonales de los Héroes y de los Dioses, que flanquean el gran salón, y las salas de la Caza o de Hipómenes y Atalanta, del Día y de Escipión o Librería, estas dos últimas destruidas, donde desarrolló un completo repertorio de grutescos, alegorías y motivos mitológicos e históricos. También en Guadalajara y por los mismos años se encargó de las pinturas del Monasterio de San Bartolomé de Lupiana, posiblemente pintadas antes de 1585 y en todo caso antes de 1591, cuando Felipe II le autorizó a vivir en Guadalajara, conservando su sueldo, por hallarse «tullido e imposibilitado para trabajar por su persona». Tradicionalmente se le han atribuido, además, los frescos de la Capilla de Luis de Lucena, aunque recientemente se ha dado a conocer la existencia de un contrato firmado en Roma en 1548 por su promotor, el doctor Luis de Lucena, y los pintores Pietro Morone y Pietro Paolo da Montalbergo, cuya llegada a España ese mismo año está documentada.
En el claustro principal del Monasterio de El Escorial pintó los oratorios de los ángulos oriental y meridional, con los trípticos de la Transfiguración y de la Última Cena. En ellos las arquitecturas de los fondos evocan modelos tomados de estampas de Marcantonio Raimondi a partir de composiciones de Rafael y del Templete de San Pietro in Montorio de Donato Bramante, que pudo conocer de primera mano. Semejante dependencia se advierte en alguna de las figuras, como la del endemoniado al pie del monte Tabor, imitado de La transfiguración de Rafael. En la basílica de San Lorenzo de El Escorial completó en torno a 1585 la decoración del coro bajo que había dejado inacabada Luca Cambiaso. En cuatro lienzos al óleo fingiendo frescos sobre la sillería representó escenas de la vida de san Lorenzo y de san Jerónimo: San Sixto papa, camino del martirio, San Lorenzo presentando al tirano a los pobres, diciéndole que aquellos son los tesoros de la iglesia, San Jerónimo escribiendo y el ángel y San Jerónimo enseñando a los monjes la sagrada escritura, donde en la lejanía se representa su entierro. Además pintó para uno de los altares de la basílica el lienzo del Martirio de san Mauricio que iba a ser preferido al pintado por el Greco con el mismo destino. Los motivos de esa predilección no están claros, pero podría explicarse por la mejor adaptación al altar del lienzo de Cincinato, dadas las diferencias de tamaño y de formato entre ellos —casi un metro más alto y rematado en medio punto el de Cincinato a diferencia del formato rectangular del San Mauricio del Greco—.
Los citados lienzos conquenses de San Pedro y San Pablo guardan por otro lado estrecha relación con otros dos cuadros de igual asunto y pequeño formato conservados en el Museo Provincial de Guadalajara junto con otras dos parejas de santos: San Juan Bautista y san Juan Evangelista y Santiago y san Andrés, que también le deben ser atribuidos, procedentes del monasterio jerónimo de San Bartolomé de Lupiana. Hombre de no mucha invención, según lo definió el padre Sigüenza que lo trató en El Escorial, llegó en estos cuadros a copiar literalmente composiciones de Navarrete el Mudo.
También fueron pintores sus hijos, Diego Rómulo Cincinato, pintor del duque de Alcalá, de quien Francisco Pacheco dice que hizo tres retratos del papa Urbano VIII por los que este le premió dándole el hábito de la Orden de Cristo de Portugal, y Francisco Rómulo.